# Callopistria cariei
Callopistria cariei är en fjärilsart som beskrevs av Joannis 1915. Callopistria cariei ingår i släktet Callopistria och familjen nattflyn. Inga underarter finns listade i Catalogue of Life.